# 営団01系電車
営団01系電車（えいだん01けいでんしゃ）は、帝都高速度交通営団（営団）が保有していた銀座線用の通勤形電車である。2004年（平成16年）4月の営団民営化にともない、東京地下鉄（東京メトロ）に継承された。

## 概要
半蔵門線用の8000系までの実績にさらに新しい技術を導入し、各種の改良・検討を実施した上で1983年（昭和58年）に試作車1編成が落成し、翌1984年（昭和59年）から量産が開始された。1997年（平成9年）までに6両編成38本（228両）が製造された。
1980年代当時、銀座線において運用されている車両には銀座線開業初期の程ない黎明期から使用している車両（1200形・1300形等）が存在し、その後に投入した2000系等も同様なデザインから「銀座線は古い」というイメージが一般乗客に多くあった。このため、従来の銀座線車両のイメージを大きく変えるデザインを採用し、同線のイメージアップを図ることを目指した。本系列のデザインコンセプトは「機能性」・「明るさ」・「シックさ」としている。
車両番号は従来のX000系列をやめ、新しく「0x系列」の車両番号表記を採用した。いわゆる「0x系」シリーズの最初の系列であり、以降営団時代に設計された他路線の旧型車の置換え用車両および列車増発用増備車には一部例外を除いて「0x系」の系列名が与えられている。走行性能は従来の銀座線車両を大幅に上回り、高速性能はかつて日比谷線に在籍していた3000系に匹敵する。
1985年（昭和60年）の鉄道友の会ローレル賞、1989年（平成元年）鉄道友の会グローリア賞受賞。

## 外観
車体は全長16 m、車体幅は2,550 mmの3扉車である。千代田線用の6000系以降の車両と同じくアルミニウム合金製の無塗装車体であるが、車体構造は従来の骨組構造からアルミ合金の大形押出形材や中空形材（床板、側梁、軒桁）を多用し、これを連続ミグ溶接で組み立てる新しい工法を採用して品質向上とコスト低減を図っている。床板は横梁を省略しており、中空形材に一体成形されたカーテンレール状の機器のつり溝があり、特殊ボルトを介して床下機器を吊り下げている。
外観では車両限界を有効活用するために屋根肩部をトンネル形状に合わせて直線的にカットし、併せて先頭車前面の角も直線状にカットして、全体的に直線性を強調したデザインを採用した。
側窓の下に銀座線のラインカラーであるオレンジ色の帯と、アクセントとして帯上部に黒・白の細帯が入っている。検討段階では側窓の幅いっぱいにオレンジ色のマーキングフィルムを貼る案もあったが、軽快さに欠けるということで採用されなかった。
デザインが決まった頃には、18個の星（当時の銀座線の駅数から）が「G」を囲むシンボルマークを運転室後部側面に付けるという案もあった。
前面形状は左右非対称で非常口貫通式（スイング式プラグドア）である。第三軌条方式のため、線路に降りると感電の危険性があることから非常階段・梯子は設置していなかったが、2008年ごろより非常用梯子が運転室内に設置されるようになった。6000系から8000系にある貫通扉の階段は設置されていない。前面ガラスは青みかかった熱線吸収ガラスを使用して3分割されているが、窓間の柱を黒く塗装し、一体感を持たせている。窓上部には行先表示器・運行番号表示器と車両番号表記を配している。行先表示器は前面のみで、側面には設置していない。

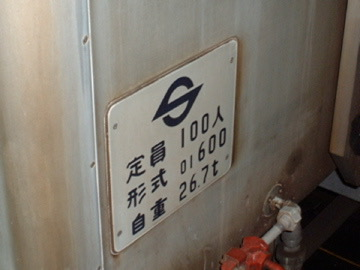
営団の団章（Sマーク）が記された妻面の型式表記（2002年頃）

銀座線は他社線との直通運転を行わないため、営団時代は車外にシンボルマーク（団章、Sマーク）の表示は妻面の型式・車両重量表記部にしかなかった（02系は側面のみ）が、東京地下鉄発足時にはシンボルマークの「ハートM」が正面と側面に貼り付けされた。

## 内装
配色はベージュ系の模様入りで、天井は白色系の「セシリア」、側壁にベージュ系の「ストーンワークアイボリー」、袖仕切にはベージュに茶色で斜めのストライプが入った「バイヤクロス」と呼ばれる化粧板を使用した。
座席は6次車まで共通で1人分の掛け幅が440 mmのロングシートである。床敷物は中央をベージュ・外側を茶色とした2色である。これは床を色分けすることで座客の足を投げ出すことを防止するためのフットラインとした。側窓はすべて開閉可能な一段下降窓である。なお、営業区間の地上部は渋谷駅付近のみであることから、巻き上げカーテンは設置していない。
客用ドアは客室側も化粧板仕上げである。ドア窓は従来車両では面積の小さいガラスが使用されていたが、本系列より下方向に大きいガラスを採用した。ドアエンジンは低騒音で、従来よりも保守が容易な鴨居取り付け形を採用した。連結面は8000系同様各車端に貫通扉を設置し、妻窓も設置する。
各客用ドアの室内側上部には路線図式車内案内表示器が設置され、あわせてドアチャイムも鳴動する。このような設備は当時は珍しく、乗客にも好評であった。量産車からは案内表示器の両端には次の駅のドアが開く方向を予告点灯するランプが設置された（表示器両端の緑色のランプが点灯、途中から「このドアが開きます」のランプ形に変更）。試作車はこの案内表示器が量産車と仕様が異なっていたが、溜池山王駅開業準備時に量産車と同じものに更新された。また駅ナンバリングを導入した際に、駅名表記部には駅番号を表記したステッカーが貼り付けされた。
荷棚にはステンレス線を格子状にスポット溶接した新しいデザインのものを採用した。車内のつり革は三角形であり、当初は座席前の線路方向のみ設置していた。その後、2次車からは枕木方向へつり革が増設された。さらにドア上部の線路方向へは後年に全車が増設された。
このほかに車内放送装置には自動音量調整機能を設置し、乗客へ聞き取りやすいものとしたほか、路線図式車内案内表示器、ドアチャイムや車外スピーカーなどサービス向上のための新しい機器が多く採用された。
2007年（平成19年）夏頃から非常通報装置と非常コックの案内表示・車内号車表示と消火器表示のシールが10000系に準じた蛍光塗料の塗られたものに変更された。
無電区間走行時の室内灯の照度についても、先代の1500N（N2を含む）形より大きく改善され、照度は少々落ちるものの問題ないレベルにまで改善された。なお、無電区間通過時の室内灯照度の低下が完全に無くなったのは後継の1000系からである。

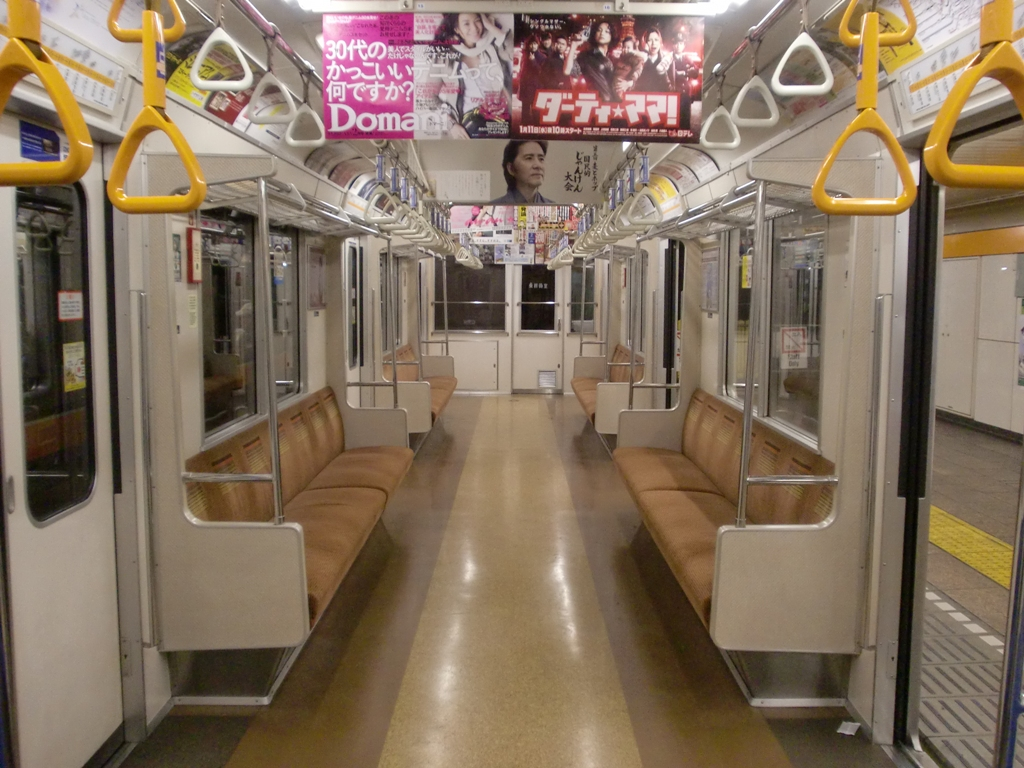
第01編成の車内
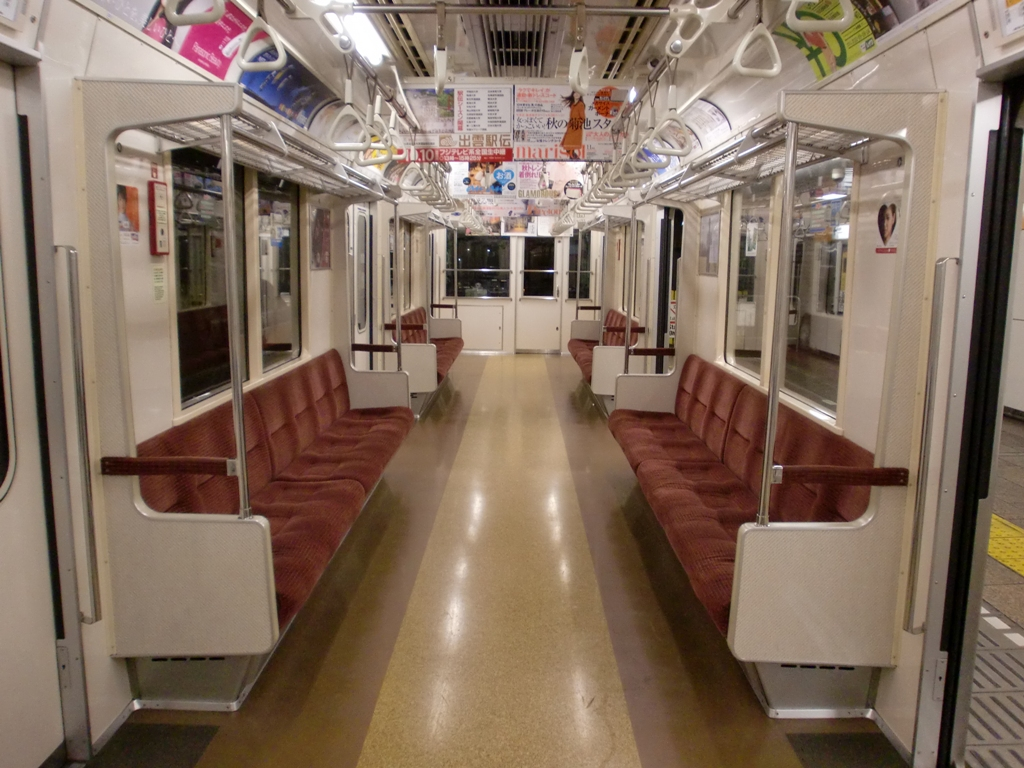
第37編成の車内 後期車はバケットシートとなっている
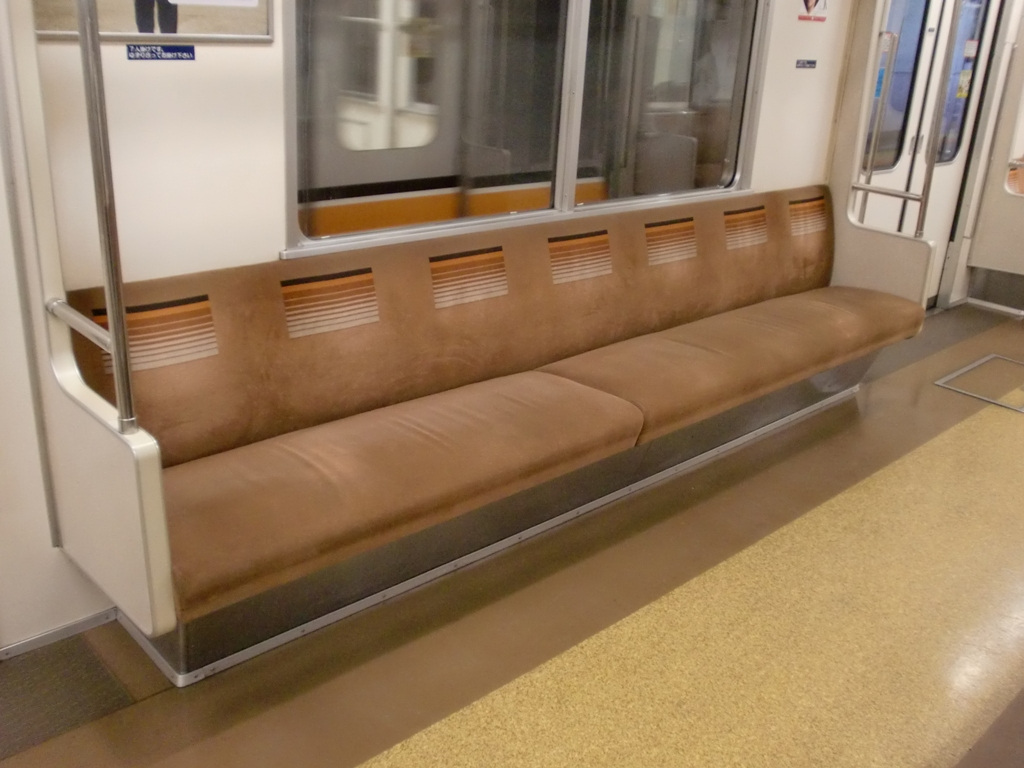
1次車の座席
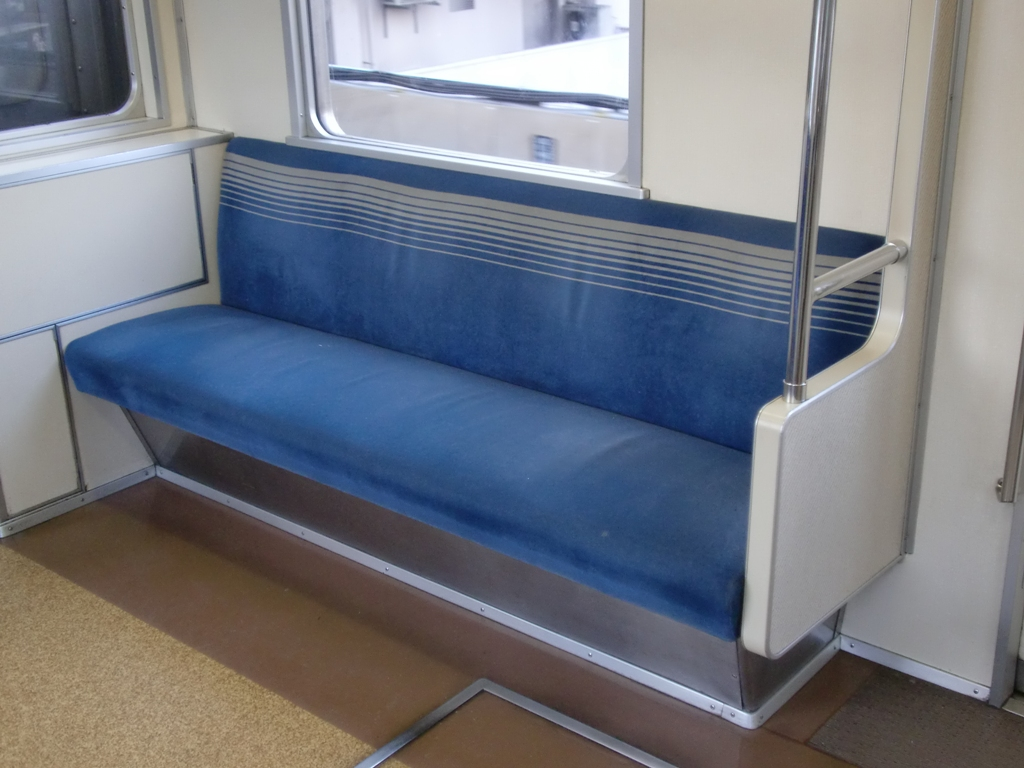
1次車の優先席
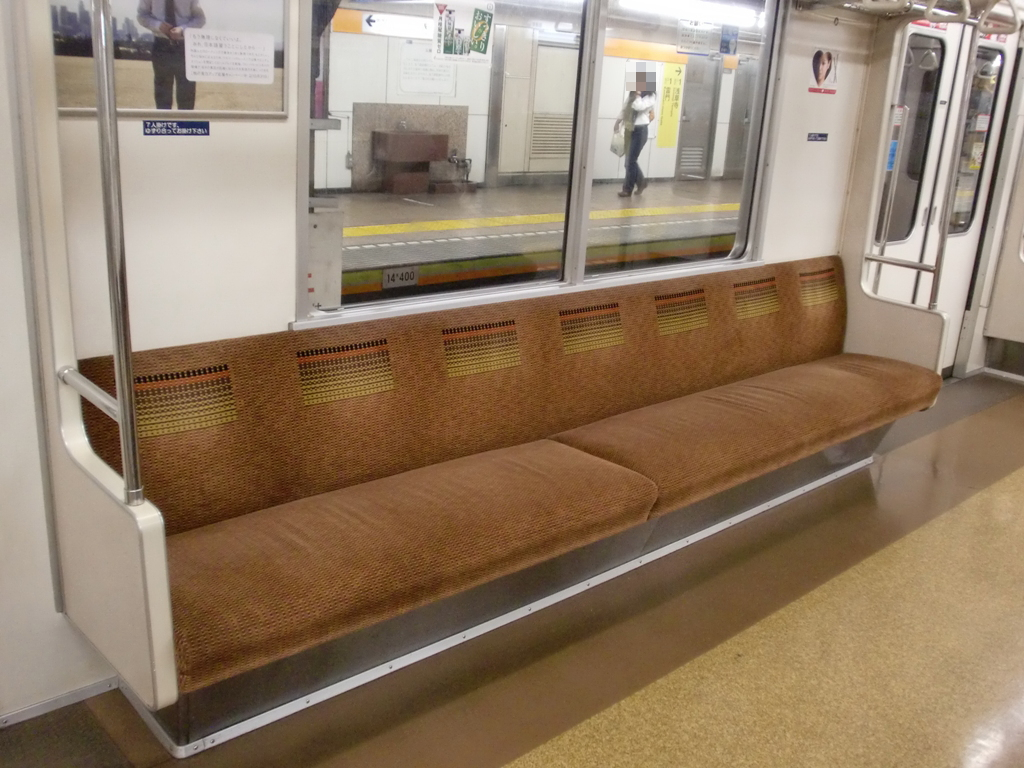
試作車・1次車の座席 （交換後）
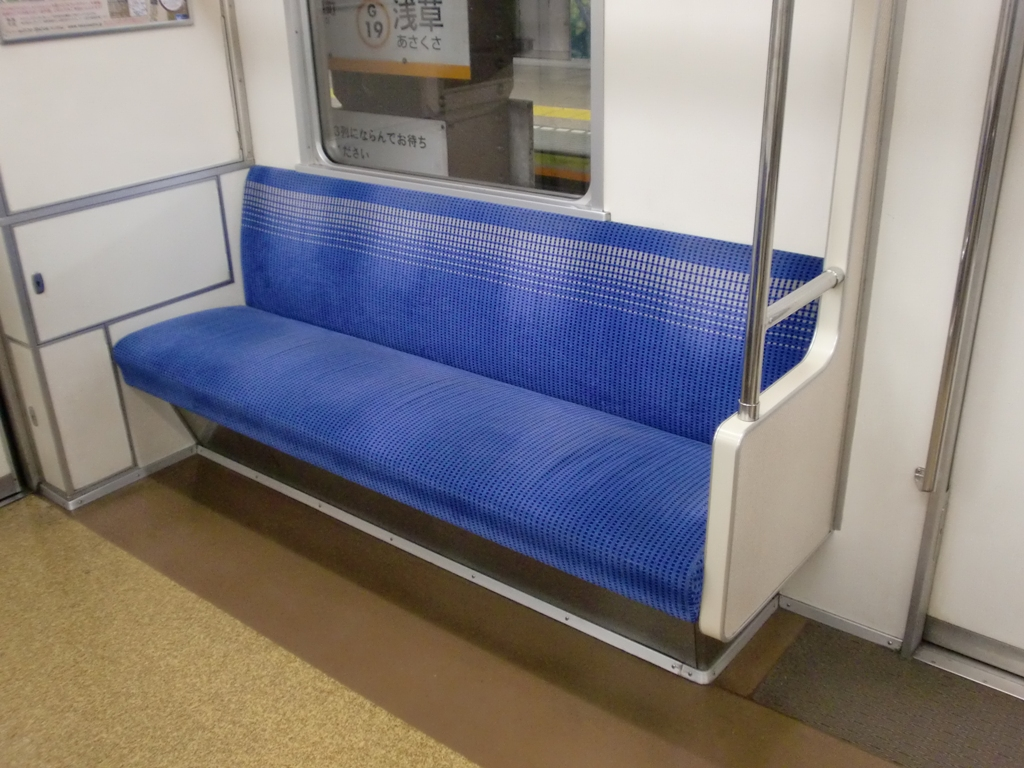
試作車・1次車の優先席 （交換後）
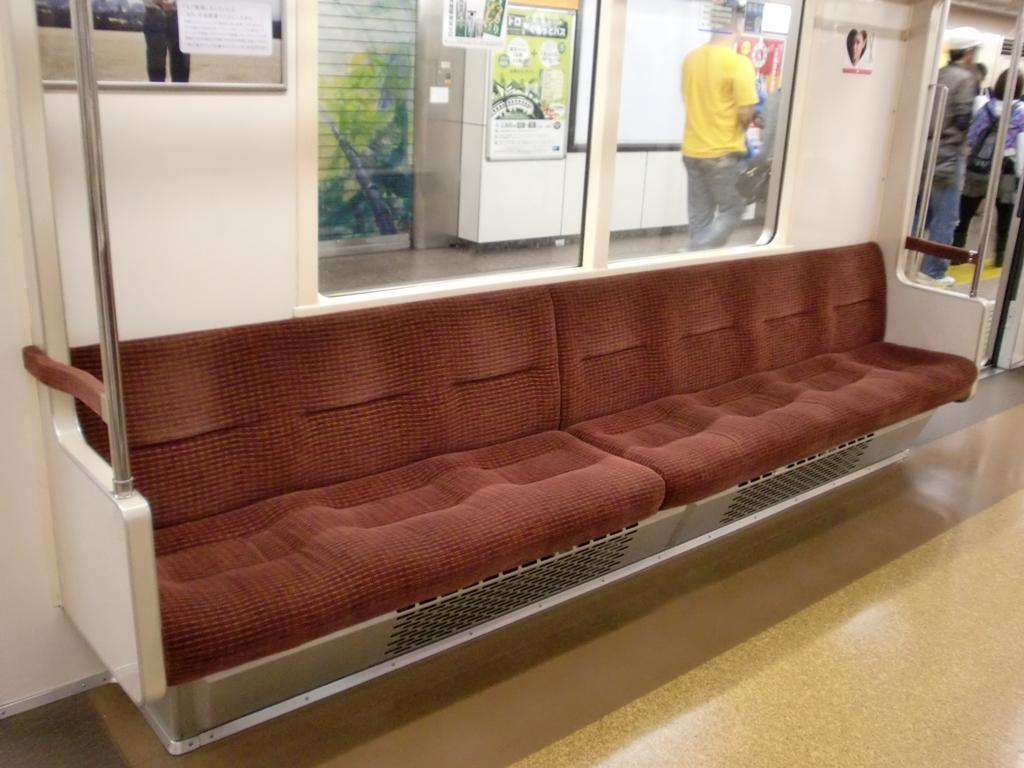
2次車以降の座席 （交換後）
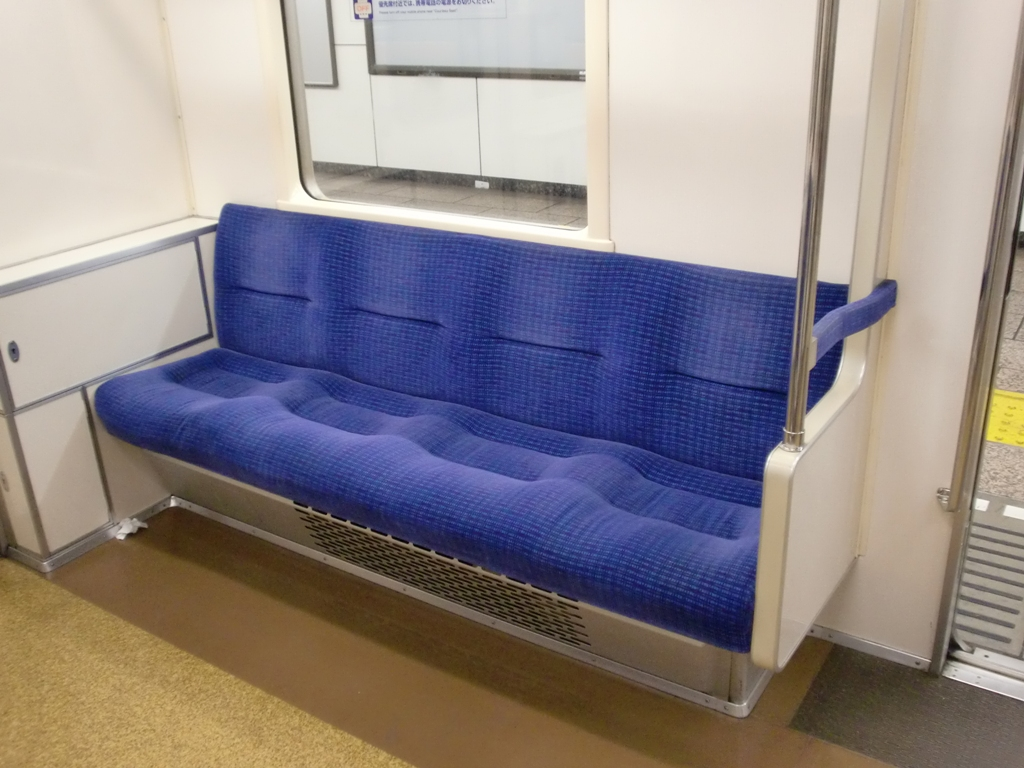
2次車以降の優先席 （交換後）
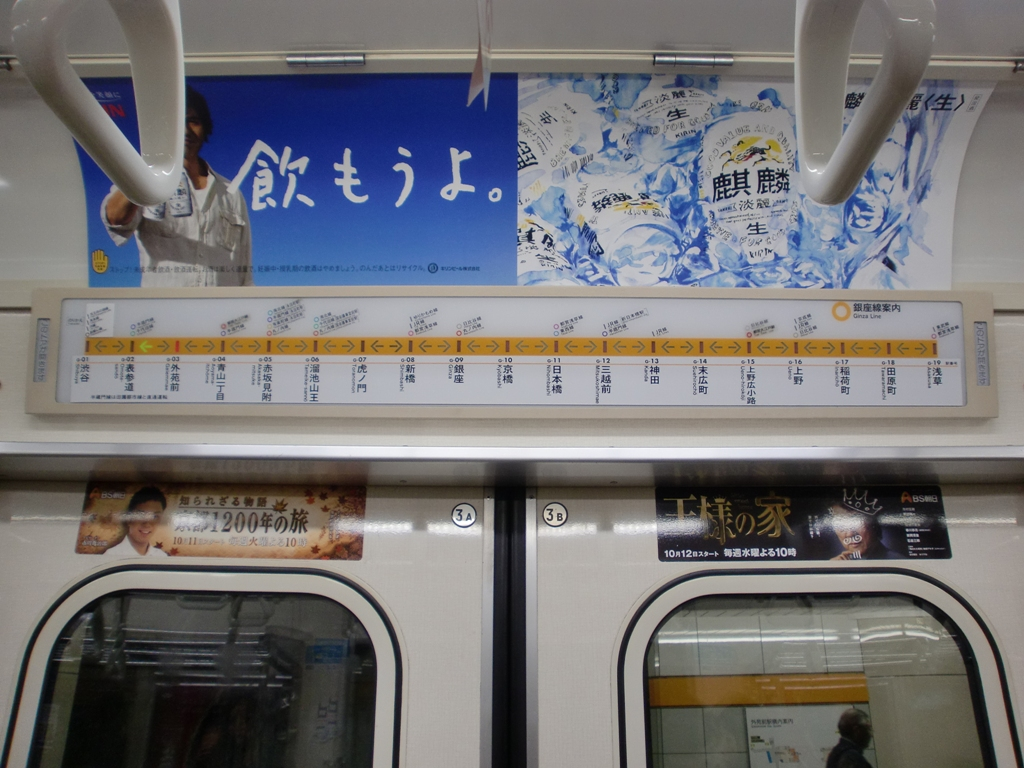
ドア上部の路線図式車内案内表示器

### 乗務員室
乗務員室内装は緑色、運転台計器盤は紺色のデスクタイプである。
主幹制御器は前後にスライドする横軸レバーのツーハンドル式である。計器盤中央にはアナログ計器式の速度計（90 km/h表示）が、左端には故障表示器がある。
乗務員室と客室の仕切りには前面窓と同じような比率で窓が3枚あり、遮光幕は全ての仕切り窓に設置してあるが、原則として大窓と乗務員室仕切扉窓が使用される。なお、仕切扉窓は開閉可能な窓で、ガラスにはオレンジ色の着色ガラスを使用、客室から見て1番右側の窓は透明ガラスを使用する。仕切扉にオレンジ色の着色ガラスを使用したのは、運転士が遮光幕を使用しなくても運転に支障がないようにするためや車掌が案内放送の際に、乗客の視線を気にせずに出来ることを考慮したものである。

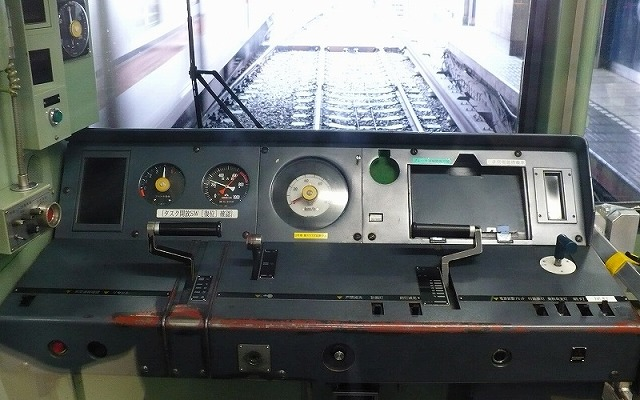
01系車両の運転台 写真は第38編成のものだが、 各編成ともほぼ同一である
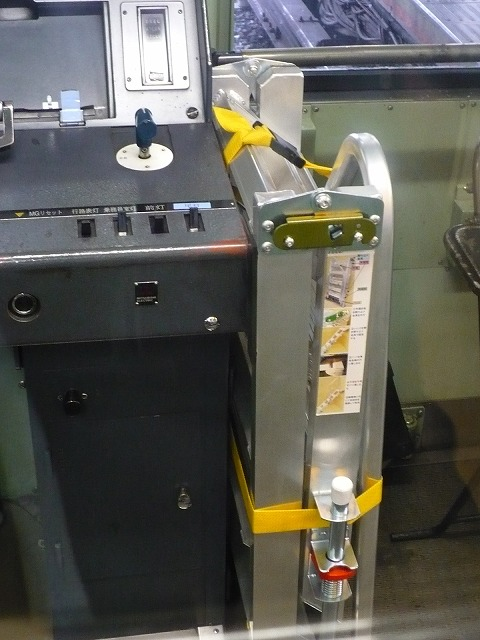
後年に設置された非常用はしご
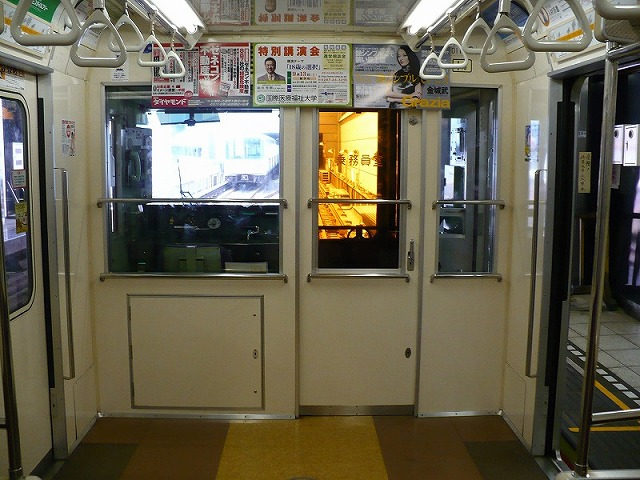
乗務員室仕切部 仕切扉のガラスは オレンジ色の着色ガラス

### 冷暖房装置
01系の導入当初、銀座線では駅冷房とトンネル冷房を実施しており、また、車両限界が小さく車両の冷房化は困難と考えられていたため、第23編成までは非冷房車で落成した。
その後、1990年（平成2年）に三菱電機において厚さ240 mmと薄形の冷房装置が開発された。冷凍能力は14,000 kcal/h（16.2 kW）であり、これを屋根に埋め込む形で各車2基搭載した（集約分散式・三菱電機製CU-766形）。
試作車として1990年（平成2年）8月に第16編成に冷房装置を搭載し、機能確認後に本格採用へ踏み切った。冷房化改造を施工した車両では車外スピーカー部を除き側面上部の通風口を塞いでおり、当初より冷房付きで登場した編成とは明確に区別できる。
冷房未搭載で竣工した車両は就役開始の時点では天井が高く、通風用に外気循環形のファンデリアが各車6台設置されていた。冷房車・冷房改造車では冷房用ダクトと補助送風機のラインデリアの設置で天井が低くなり、さらに車端部は冷房装置本体があるため、この場所は中央部よりもさらに110 mm低くなっている。
試作車及び1次車は暖房装置を搭載せずに落成した。銀座線は渋谷駅付近のごく一部を除き地下を走行するため、冬季でも車内温度の低下がほぼ生じないと判断されたためである。渋谷駅電留線に留置中の車内温度低下を考慮し、2次車以降は暖房装置が搭載されたが、試作車・1次車は冷房装置搭載後も暖房装置の設置は行われなかった。1次車以前の座席下のカバーには、温風の吹き出し口となるスリットが存在しない（#内装の画像も参照のこと）。

## 形態分類

### 試作車（1983年度製）
- 1983年（昭和58年）5月中旬に川崎重工業で落成し、搬入された第01編成が該当する。入籍は9月、営業運転は1983年（昭和58年）12月31日の終夜運転からである[14]。
  - 正確には、1984年（昭和59年）1月1日0時15分発車の上野駅発浅草駅行きより営業運転を開始した[15]。ただし、営業運転の数日前より回生ブレーキ時に界磁チョッパ用GTOサイリスタが相次いでブレークダウンする故障が発生した[16]。このため、営業運転では回生ブレーキをカットして運転し、列車にはメーカーの技術者が乗り込んで輸送障害に備えた[16]。幸いトラブルもなく乗り切ることができ、この故障はあるメーカー製制御装置のプログラムにミスがあったことが原因と判明した[16]。
  - 営業運転は当初の予定は量産車が登場する1984年秋頃であった[注 11]。本編成は新しい方式の制御装置を採用したため、制御回路から発生するノイズによる軌道回路の誘導障害などの確認と対策が必要とされ、1983年（昭和58年）6月より12月まで各種の性能試験を実施していたが、日中に銀座線で試運転を実施した際に、これを見た乗客から「いつから乗れるのか」といった問い合わせが営団に多く寄せられたため、時期を大幅に早めることとなった[14]。
- 銀座線用車両は小形であるため、制御方式には機器の小形化の見込めるリニアモーター駆動・VVVFインバータ制御・分巻チョッパ制御の3つを検討した[3][16]。前者2つはコスト面などから断念し[注 12]、従来のチョッパ制御の改良型である高周波分巻チョッパ制御（4象限チョッパ制御。1C4M制御方式）を日本の鉄道車両として初めて採用した[3][16]。
  - このチョッパ装置は、従来営団で設計製作していたチョッパ装置は20 m車用であり、小形の銀座線用車両には筐体が大き過ぎて実装が困難であったことから、同線用として極限まで小型化された[8]。スイッチング素子には設計当時量産段階に到達したばかりの大容量GTOサイリスタを採用、これによって主回路構成の簡素化が可能となり[17]、従来のチョッパ制御装置に比べて重量・スペースなど約20 %（営団地下鉄資料）の小形軽量化を実現している[8]。
  - この試作車では1両ごとに三菱電機[18]・日立製作所・東京芝浦電気（→東芝）製の制御装置を搭載している[19][注 13]。制御装置は主チョッパ装置（電機子チョッパ）と界磁チョッパの2種類から構成される。
- 台車は京阪電気鉄道で1960年代中盤以降大量採用され、曲線通過性能が良好と評価されていた、軸箱支持装置が側梁緩衝ゴム式の住友金属工業FS-520（動力台車）・FS-020（付随台車）空気ばね台車が新規設計された[20]。従来車両と比べ軸距は2,200 mmから2,000 mmに短縮、さらに4象限チョッパ制御による回生ブレーキの常用を前提にして基礎ブレーキを両抱き踏面式から片押し踏面式に変更し、曲線通過時の転向性能の向上と軽量化、それに床下艤装スペースの拡大を図った[20]。
- 主電動機は前述の通り高周波分巻チョッパ制御であることから、直流分巻他励式整流子電動機（分巻電動機）が採用された。営団の社内形式はMM-3A[注 14]であり、定格値は端子電圧300 V、電流440 A、出力120 kW、回転数1,600 rpmである[21]。
- 銀座線ではその開業以来、丸ノ内線用車両向け機器の試験車であった1400形で一時SMEE電磁直通ブレーキを採用した以外は、在来車各形式との混用・混結の必要性などから、丸ノ内線向けと同様にWNドライブを採用した車両を含め、ブレーキシステムとしてウェスティングハウス・エア・ブレーキ社 (WABCO) 開発のM三動弁によるAMM自動空気ブレーキ、あるいはこれに電磁給排弁を付加して6両編成化を可能としたAMME電磁自動空気ブレーキが長らく使用されてきた。本系列では将来的な在来車全数の置き換えによるATSなどの保安システムを含めた銀座線のシステム全体の刷新を念頭に置いて、在来車との混結を想定しない計画となったことから、応答性に優れシステムの簡素化が可能、しかもチョッパ制御器による回生ブレーキとの同期・連係動作に有利な電気指令式ブレーキが採用され、前述したように運転台のブレーキ操作も制御器と一体化した2軸横軸マスコンに統合され、操作の容易化が実現した。

走行機器類

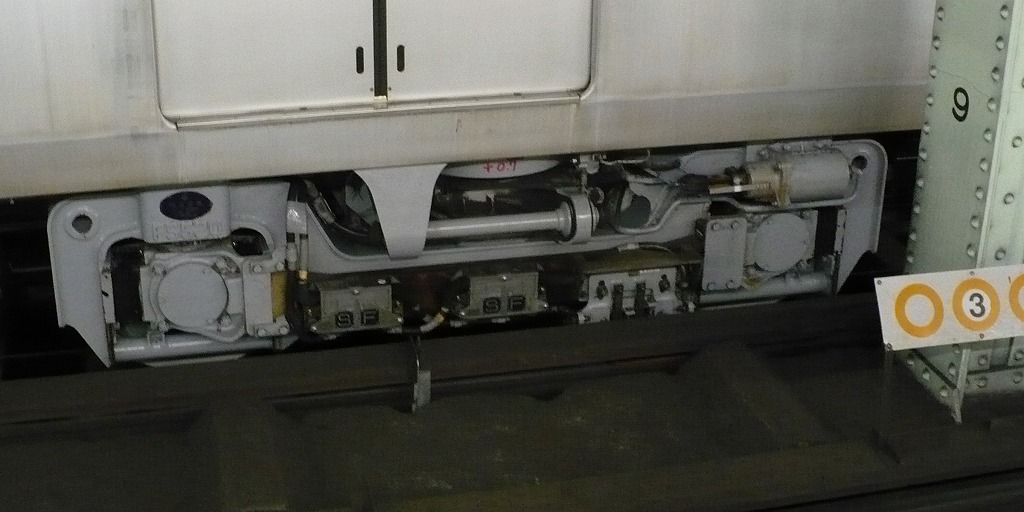
FS520形動力台車
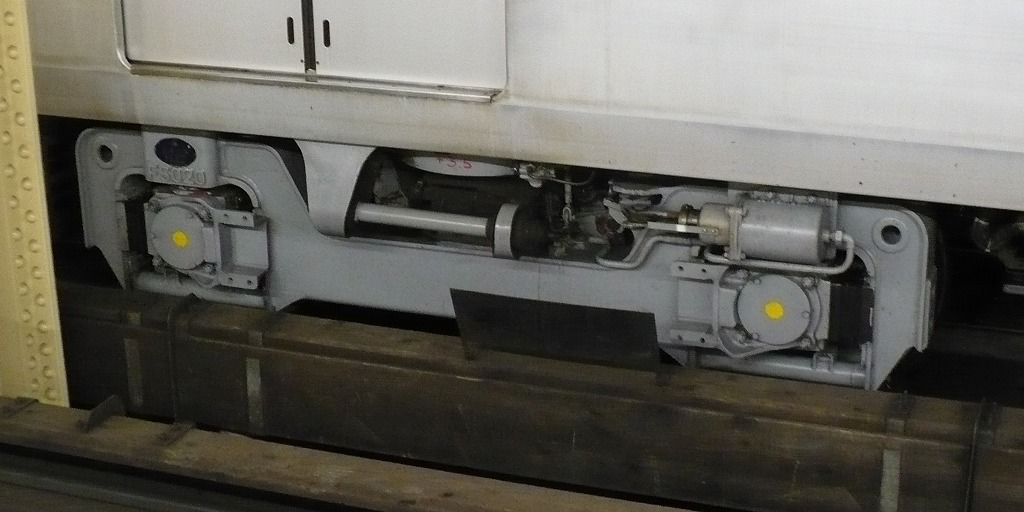
FS020形付随台車
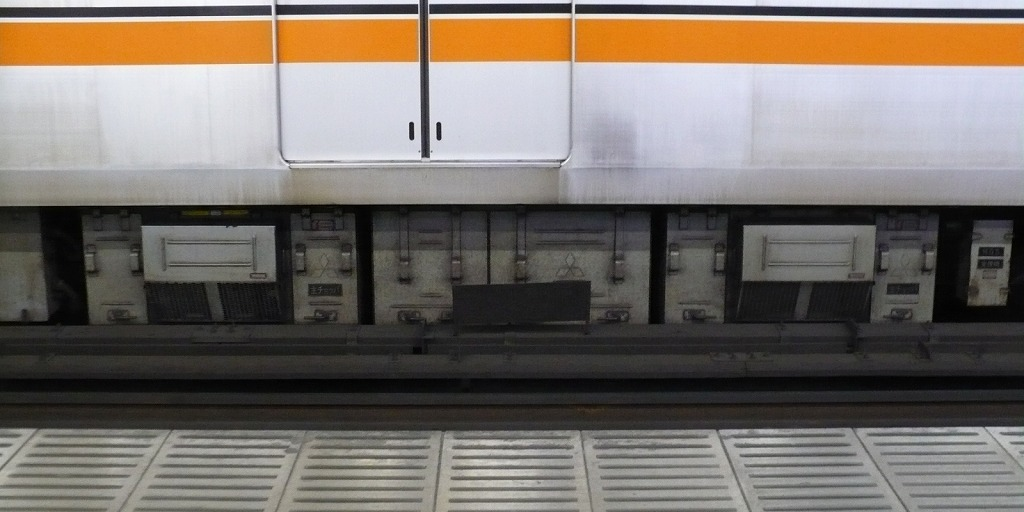
高周波分巻チョッパ装置の 主チョッパ装置 （モーターの電機子を制御する）
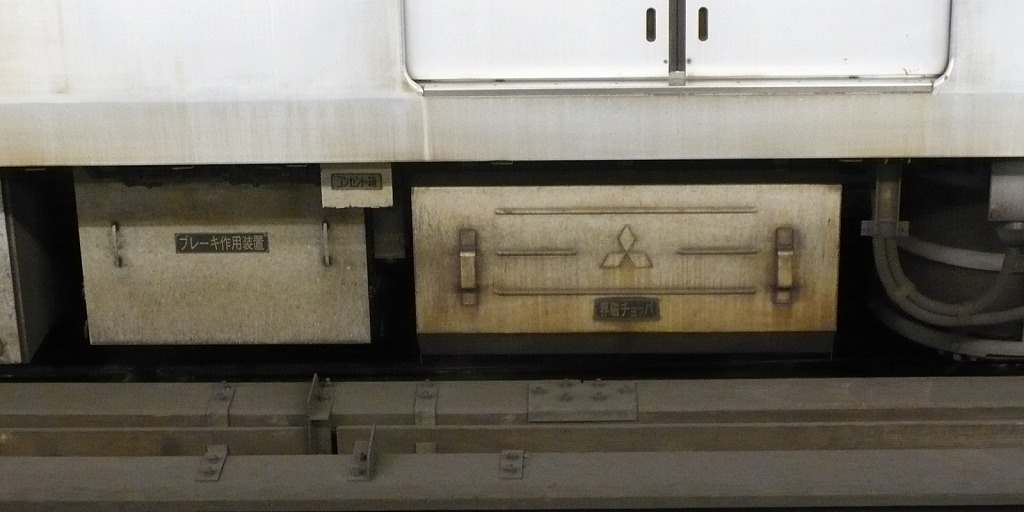
高周波分巻チョッパ装置の 界磁チョッパ装置 （モーターの界磁を制御する）

- 前述のように、車内の化粧板はつや消し仕上げ、座席モケットは8000系落成時と同様のワインレッドに区分柄入りのものを、シルバーシート（当時）はグレーの単色をそれぞれ採用した[6]。側窓枠についてはアルミ製である。
- この編成の車内案内表示器はデザインの違いで3種類あり、次駅開扉予告灯は設置されなかった。前記の通り、溜池山王駅開業時に量産タイプに交換されている。また、そのためドアチャイムも第02編成以降とは異なる音色であった。

### 1次車（1984年度 - 1987年度製）
- 第02 - 23編成が該当する。

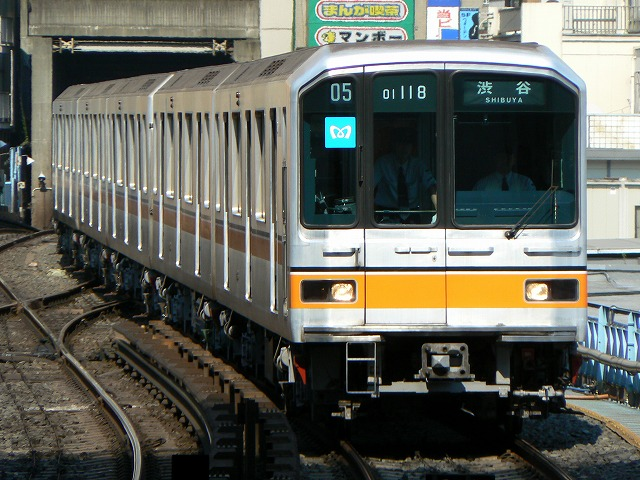
01系第18編成（1986年度落成）

  - 車体メーカーは東急車輛製造･川崎重工業ほか。
  - 試作車での実績にさらに改良を加えた量産車として1984年（昭和59年）11月30日より順次営業運転に就役した。
  - 外観では屋根天井の曲線を大きくし、車両の高さを20 mm低くした[9]。
  - 車外スピーカーを外板取付けから通風口と同じ位置に変更[9]。尾灯、車側灯を白熱球からLEDに変更[9]。
    - なお、車側灯・尾灯は試作車も後にLED式に改造されている。

  - ファンデリアカバーの形状を丸型→角型に変更した[9]。
  - 座席モケットは茶色系でエコーラインの区分柄に[9]、シルバーシート（当時）は青系でシルバーライン入りにそれぞれ変更された[9]。
  - 床敷物は中央部の汚れが目立つことから、数色の砂目模様を追加することで汚れを目立ちづらくした[9]。また、車内案内表示器は大型化され、同時に次駅開扉予告灯も設置された[9]。
  - 1986年度投入の第13編成から消火器が従来の車端部天井付近から車端部下のケースに格納された。
  - チョッパ制御装置は試作車で採用した3社の装置を編成ごとに分けている[22]。なお、車両重量も試作車より1 tほど軽くなった。
    - 試作車登場時（非冷房）：編成重量：164.7 t・車両重量：22.0 - 29.5 t
    - 量産1次車登場時（非冷房）：編成重量：158.6 t・車両重量：21.1 - 28.5 t

  - 将来のCS-ATC化に備えて誘導障害防止のためチョッパ装置の周波数変更（高周波化）を実施した[9]。
  - 車両に使用される電線は従来から難燃性電線を使用してきたが、万が一の火災発生時に有毒ガスの発生しないノンハロゲン電線（難燃性低煙電線）の使用に変更した[9]。
  - このグループまでは非冷房で落成したが、1990年 - 1995年に冷房装置搭載改造を施工した[7]。
    - 非冷房時代は車内天井にファンデリアが設置されていたが、冷房化の際にラインデリアに変更されたほか車体全長に冷風ダクトの新設が行われた。
- 暖房装置は冷房搭載後も設置されていない（試作車も同様）。

### 2・3次車（1990・1991年度製）
- 第24 - 31編成が該当する。
- 車体メーカーは日本車輌製造、制御器メーカーは日立製作所、モータは三菱電機。
- 新製時より冷房装置と客室暖房装置を搭載[7]。銀座線では初めての冷暖房搭載車である。
- 冷房操作盤取り付けの関係で、北側の妻窓が消滅[7][23]。
- 車内は化粧板を光沢のあるものに変更。座席はバケットシート、窓枠もFRP成形品に変更された[7]。
- 自動放送装置を新製時より設置した。これは1990年から1993年の2000形全廃までに在来車にも設置されたが、放送に起用されている声優や内容は東京メトロ移行時に変更された。
- 側引戸は結露防止と戸袋への引き込み防止のため複層ガラスとされた[7]。
- 3次車からは新製時よりCS-ATC装置を搭載した[7]。在来車も1991年度から1993年度にかけて搭載された[7]。
  - ATC装置は（定位置停止装置（TASC）も同様）、床下に艤装スペースを確保できないことから、客室内の座席下（蹴込み）に収容している[24]。
- ATC装置の搭載に合わせて常用減速度を2次車までの3.5 km/h/sから丸ノ内線用02系と同じ4.0 km/h/sに変更した[14]。
- 車体構造も一部変更されており、妻部の角の処理が丸みを帯びたもの（ネジ留めあり）から直線的（溶接処理）なものになっている（03系も1次車は01系1次車と同じ処理になっている）。
- また、30編成はラストランに使用された編成でもある。

### 4次車（1992年度製）
- 第32 - 36編成が該当する。
- 車体メーカーは日本車輌製造、制御器メーカーは東芝、モータは三菱電機。
- 前面の行先表示器と運行番号表示器が字幕式からLED式とされ[7]、行先表示から英字表記が廃止された。
- ユニバーサルデザインの一環として車いすスペースを車内の2か所[注 15]に設置[7]。また非常通報装置を警報式から乗務員と相互通話可能な通話式に変更した。
- 保守性の向上を目的に基礎ブレーキをシングルブレーキからユニットブレーキに変更した[注 16][7]。

### 5・6次車（1993・1997年度製）
- 第37・38編成が該当する。

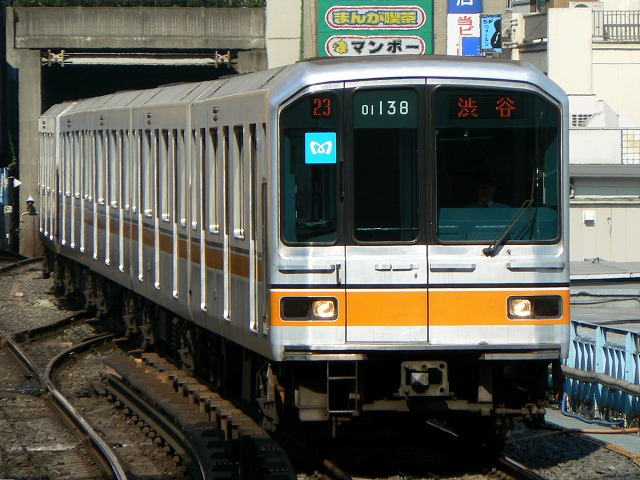
01系第38編成
（VVVFインバータ制御で、1997年に溜池山王駅開業に伴い落成）

- 制御方式はVVVFインバータ制御（IGBT素子・3レベル・1C2M2群制御）に変更された[25]。インバータ装置は第37編成が三菱電機製[26]、第38編成は東芝製である。台車も軸箱支持装置がモノリンク式のボルスタレス台車（SS-130A・SS-030A形）に変更され[27]、軸距も1,900 mmに小形化した[25]。
- 制御用補助電源装置は15 kVAの電動発電機（MG）をやめ、40 kVAの静止形インバータ（SIV・東洋電機製造製・GTOサイリスタ使用）に変更した[28][25]。
- 第37編成の車内では座席モケットを茶色に変更、袖仕切上部のパイプにモケットが巻かれ、床材のデザインも変更された。
- 第37編成の投入により最後まで残っていた1500N形・2000形は営業運転を終了し、銀座線は全て本系列に統一された。また、新CS-ATC導入と合わせて銀座線のスピードアップが実現した。
- 第38編成は1997年（平成9年）9月に溜池山王駅が開業することに伴い、運用数が増えるために増備された。仕様は第37編成に準拠しているが、座席モケット・床材の変更や窓枠を着色のアルミに変更し、脇仕切のモケットを廃した[7]。また、この編成は本系列で初めて転落防止幌が取り付けられた編成である。
- 主電動機の三相交流化に伴い、車内床の主電動機点検蓋（トラップドア）は省略された。

### 仕様一覧表
|                  | 試作車                    | 1次車                     | 2次車                     | 3次車                     | 4次車                     | 5次車                         | 6次車                         |
| ---------------- | ------------------------- | ------------------------- | ------------------------- | ------------------------- | ------------------------- | ----------------------------- | ----------------------------- |
| 製造年度         | 1983年度                  | 1984 - 87年度             | 1990年度                  | 1991年度                  | 1992年度                  | 1993年度                      | 1997年度                      |
| 編成番号         | 01                        | 02 - 23                   | 24 -27                    | 28 - 31                   | 32 - 36                   | 37                            | 38                            |
| 制御方式         | 高周波分巻チョッパ        | 高周波分巻チョッパ        | 高周波分巻チョッパ        | 高周波分巻チョッパ        | 高周波分巻チョッパ        | IGBT素子 VVVFインバータ       | IGBT素子 VVVFインバータ       |
| 台車             | 緩衝ゴム式 ボルスタ付台車 | 緩衝ゴム式 ボルスタ付台車 | 緩衝ゴム式 ボルスタ付台車 | 緩衝ゴム式 ボルスタ付台車 | 緩衝ゴム式 ボルスタ付台車 | モノリンク式 ボルスタレス台車 | モノリンク式 ボルスタレス台車 |
| 基礎ブレーキ装置 | シングルブレーキ          | シングルブレーキ          | シングルブレーキ          | シングルブレーキ          | ユニットブレーキ          | ユニットブレーキ              | ユニットブレーキ              |
| 主電動機出力     | 120 kW                    | 120 kW                    | 120 kW                    | 120 kW                    | 120 kW                    | 120 kW                        | 120 kW                        |
| 行先表示器       | 字幕式                    | 字幕式                    | 字幕式                    | 字幕式                    | LED式                     | LED式                         | LED式                         |
| 座席形状         | 非バケットタイプ          | 非バケットタイプ          | バケットタイプ            | バケットタイプ            | バケットタイプ            | バケットタイプ                | バケットタイプ                |
| 車椅子スペース   | なし                      | なし                      | なし                      | なし                      | あり                      | あり                          | あり                          |
| 暖房装置         | なし                      | なし                      | あり                      | あり                      | あり                      | あり                          | あり                          |

- 備考
  - 1986年（昭和61年）11月に、丸ノ内線02系用として高周波分巻チョッパ制御のうち、界磁チョッパ装置の素子にパワートランジスタを使用した装置の実用試験を本系列で実施した[5]（編成番号は未記載）。
  - 2007年秋より、01-238号車にて東芝製の永久磁石同期電動機（PMSM）とPMSMの主回路システムを搭載したVVVFインバータ装置の試験を行っている[29]。なお、この試験結果は丸ノ内線02系B修工事車や千代田線16000系への採用に反映されている[30]。
  - 2011年1月23日より、第38編成の客室内照明を試験的に蛍光灯からLEDに変更している[31]。照明の変更は中間車のみ行われており、先頭車は比較のため、変更されていない。この試験は1年ほどかけて行われた。
  - 2011年12月19日より、01-237号車の三菱製IGBT-VVVFインバータを取り外し、炭化ケイ素（SIC）を使用した三菱製の新型VVVFインバータが搭載され、まず中野車両基地にて構内試験を開始し、のち2012年2月19日より営業運転を開始した[32]。7月30日から8月17日の期間に行った実測の平均値では、主回路システムの消費電力量が既存システム比38.6 %減 、回生率を51.0 %に向上との実証結果が報告された[33]。

### 落成後に行われた改造など
2008年（平成20年）時点での座席モケットの表地・床材は経年劣化により、張替えが実施されており、いずれも落成時のものとは異なる。2008年現在の座席モケットは非バケットシート車（第01 - 20・22・23編成）はオリジナルに近い茶色の区分柄モケットに、バケットシート車（第24編成以降）は赤色のプリント柄にそれぞれ変更されている。21編成のみ交換されずにオリジナルのモケットを使用していた。なお、優先席付近の座席は青色であり、この付近のつり革はオレンジ色のものに交換されている。また2010年（平成22年）11月現在、第05・15・17・38編成に転落防止幌が取り付けられている。

## 運用と編成
編成表
| 凡例 | |                                      |
| - チョッパ車 - CHP：主制御装置 (1C4M) - MG：15 kVA電動発電機 - SIV：110 kVA静止形インバータ（冷房電源用） | - VVVF車 - VVVF：主制御装置（1C2M2群） - SIV1：110 kVA静止形インバータ（冷房電源用） - SIV2：40 kVA静止形インバータ | - 共通 - CP：空気圧縮機 - BT：蓄電池 |

|                 |               | ← 渋谷浅草 →                              | ← 渋谷浅草 →                              | ← 渋谷浅草 →                              | ← 渋谷浅草 →                              | ← 渋谷浅草 →                              | ← 渋谷浅草 →                              | 車体 メーカー                       | 竣工時期                                                             |
| 1号車           | 2号車         | 3号車                                     | 4号車                                     | 5号車                                     | 6号車                                     |                                           |                                           | 車体 メーカー                       | 竣工時期                                                             |
| 01- 100形 (CT1) | 01- 200形 (M) | 01- 300形 (T)                             | 01- 400形 (M')                            | 01- 500形 (M)                             | 01- 600形 (CT2)                           |                                           |                                           | 車体 メーカー                       | 竣工時期                                                             |
| 搭載機器        | 搭載機器      | MG CP BT                                  | CHP                                       | SIV                                       | CHP                                       | CHP                                       | MG CP BT                                  | 車体 メーカー                       | 竣工時期                                                             |
| 試作車          | 1983年度製    | 01-101                                    | 01-201                                    | 01-301                                    | 01-401                                    | 01-501                                    | 01-601                                    | 川崎重工                            | 1983年9月20日                                                        |
| 1次車           | 1984年度製    | 01-102 01-103 01-104 01-105 01-106        | 01-202 01-203 01-204 01-205 01-206        | 01-302 01-303 01-304 01-305 01-306        | 01-402 01-403 01-404 01-405 01-406        | 01-502 01-503 01-504 01-505               | 01-602 01-603 01-604 01-605 01-606        | 川崎重工 日本車輌 東急車輛 近畿車輛 | 1984年11月 1984年12月 1985年3月                                      |
| 1次車           | 1985年度製    | 01-107 01-108 01-109 01-110 01-111 01-112 | 01-207 01-208 01-209 01-210 01-211 01-212 | 01-307 01-308 01-309 01-310 01-311 01-312 | 01-407 01-408 01-409 01-410 01-411 01-412 | 01-507 01-508 01-509 01-510 01-511 01-512 | 01-607 01-608 01-609 01-610 01-611 01-612 | 近畿車輛 東急車輛 川崎重工          | 1985年7月 1985年8月 1985年10月 1985年11月 1986年1月 1986年3月        |
| 1次車           | 1986年度製    | 01-113 01-114 01-115 01-116 01-117 01-118 | 01-213 01-214 01-215 01-216 01-217 01-218 | 01-313 01-314 01-315 01-316 01-317 01-318 | 01-413 01-414 01-415 01-416 01-417 01-418 | 01-513 01-514 01-515 01-516 01-517 01-518 | 01-613 01-614 01-615 01-616 01-617 01-618 | 日本車輌 川崎重工                   | 1986年7月1日 1986年8月21日 1986年9月25日 1986年12月 1987年2月        |
| 1次車           | 1987年度製    | 01-119 01-120 01-121 01-122 01-123        | 01-219 01-220 01-221 01-222 01-223        | 01-319 01-320 01-321 01-322 01-323        | 01-419 01-420 01-421 01-422 01-423        | 01-519 01-520 01-521 01-522 01-523        | 01-619 01-620 01-621 01-622 01-623        | 近畿車輛 東急車輛 日本車輌 川崎重工 | 1987年7月 1987年8月 1987年11月 1987年12月                            |
| 2次車           | 1990年度製    | 01-124 01-125 01-126 01-127               | 01-224 01-225 01-226 01-227               | 01-324 01-325 01-326 01-327               | 01-424 01-425 01-426 01-427               | 01-524 01-525 01-526 01-527               | 01-624 01-625 01-626 01-627               | 日本車輌                            | 1990年12月 1991年1月 1991年2月                                       |
| 3次車           | 1991年度製    | 01-128 01-129 01-130 01-131               | 01-228 01-229 01-230 01-231               | 01-328 01-329 01-330 01-331               | 01-428 01-429 01-430 01-431               | 01-528 01-529 01-530 01-531               | 01-628 01-629 01-630 01-631               | 日本車輌                            | 1991年6月10日 1991年6月21日 1991年7月2日 1991年7月15日               |
| 4次車           | 1992年度製    | 01-132 01-133 01-134 01-135 01-136        | 01-232 01-233 01-234 01-235 01-236        | 01-332 01-333 01-334 01-335 01-336        | 01-432 01-433 01-434 01-435 01-436        | 01-532 01-533 01-534 01-535 01-536        | 01-632 01-633 01-634 01-635 01-636        | 日本車輌                            | 1992年4月27日 1992年5月14日 1992年5月25日 1992年6月3日 1992年6月12日 |
|                 |               | ← 渋谷浅草 →                              | ← 渋谷浅草 →                              | ← 渋谷浅草 →                              | ← 渋谷浅草 →                              | ← 渋谷浅草 →                              | ← 渋谷浅草 →                              | 車体 メーカー                       | 竣工時期                                                             |
| 1号車           | 2号車         | 3号車                                     | 4号車                                     | 5号車                                     | 6号車                                     |                                           |                                           | 車体 メーカー                       | 竣工時期                                                             |
| 01- 100形 (CT1) | 01- 200形 (M) | 01- 300形 (T)                             | 01- 400形 (M')                            | 01- 500形 (M)                             | 01- 600形 (CT2)                           |                                           |                                           | 車体 メーカー                       | 竣工時期                                                             |
| 搭載機器        | 搭載機器      | SIV2 CP BT                                | VVVF                                      | SIV1                                      | VVVF                                      | VVVF                                      | SIV2 CP BT                                | 車体 メーカー                       | 竣工時期                                                             |
| 5次車           | 1993年度製    | 01-137                                    | 01-237                                    | 01-337                                    | 01-437                                    | 01-537                                    | 01-637                                    | 日本車輌                            | 1993年7月20日                                                        |
| 6次車           | 1997年度製    | 01-138                                    | 01-238                                    | 01-338                                    | 01-438                                    | 01-538                                    | 01-638                                    | 近畿車輛                            | 1997年8月28日                                                        |

形式番号は、5桁の数字で表される。最初の2桁は系列を表す「01」で、小さく標記される。その後の3桁の数字では、百位は編成内の順位、十位と一位で編成番号を表す。
MT比は3M3Tである。各電動車 (M) に制御装置、制御車 (CT) に15 kVA出力の電動発電機（第37・38編成は40 kVA出力の静止形インバータ (SIV)）・空気圧縮機 (CP) ・蓄電池を搭載。また、冷房電源として付随車 (T) には110 kVA出力のSIVを搭載している。付随車01-300形は、将来車両性能向上が必要な場合、電動車化することを考慮していた（冷房化後はSIVを搭載したため、制御装置の取り付けは不可）。
編成は38本すべてが上野検車区に配置されている。最大運用本数は35本であり、3本は予備編成である。運用区間は銀座線全線である。また、本系列の重要部検査・全般検査は丸ノ内線方南分岐線の中野富士見町駅付近にある中野工場において施工されているため、同工場への入出場回送列車が不定期に運行される。
なお、過去にイベント列車などの臨時列車で丸ノ内線（主に荻窪 - 赤坂見附間）を走行する場合があった。しかし、同線各駅へのホームドアの設置後はドア位置の関係から営業列車としての入線は原則不可能となった。過去のイベント列車の実績では元日終夜運転時に運転された「初詣新春らいなー」やその後継である「新春ライナー浅草号」「新春ライナー荻窪号」、隅田川花火大会開催日に運転された「花火ライナー」などがある。
2010年5月2日には映画『仮面ライダー×仮面ライダー×仮面ライダー THE MOVIE 超・電王トリロジー』の公開を記念したイベント列車「メトロデンライナー」が上野 - 赤坂見附 - 中野富士見町間で運転され、第2編成が使用された。

### 特別装飾

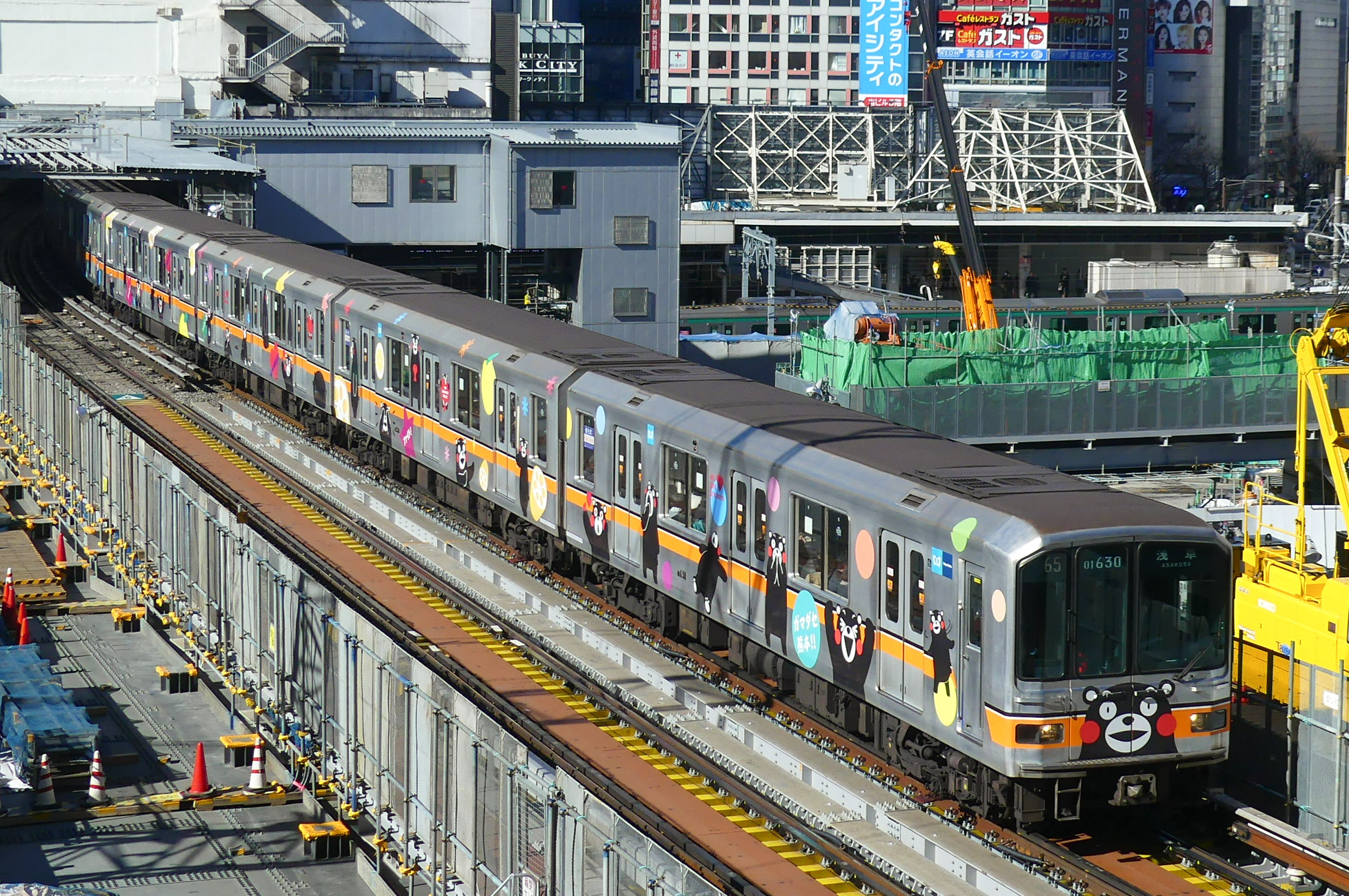
くまモンのラッピングが施された第30編成（2017年2月 渋谷駅 - 表参道駅間）

- 1997年（平成9年）11月24日から1998年（平成10年）3月まで、第22編成が「地下鉄走って70年」記念列車に使用された[35][36]。先頭車には開業当時の1000形をイメージした黄色い車体色やリベットの模様がステッカーにより再現された[37]。
- 2004年（平成16年）4月1日の民営化を記念した東京メトロ始発列車発車式には第35編成が使用された。前面には「祝 東京メトロ誕生」のステッカーと車体に記念ラッピングを施して運転された。
- 2007年（平成19年）12月2日から2008年（平成20年）1月11日まで、第17編成が80周年記念のラッピング電車として運行された。こちらは6両全車が1000形をイメージした車体カラーになっていた。
- 2017年（平成29年）には、前年の平成28年熊本地震からの復興を祈願し、第30編成にくまモンのラッピングが施され、2017年（平成29年）1月1日から同年2月24日まで運行した[38]。

## 1000系導入による置き換え
2010年度時点での東京メトロでは、工場検査の入場時期となる4年を基準に車両改修時期を定めており、本系列に関しても車両改修時期に達していたものの、ワンマン運転やホームドアの設置や昇圧が検討段階にあった。しかし、銀座線車両は小形であり、これらの対応改造などが困難かつ01系がワンマン運転に対応できない仕様であったこと、さらに01系編成全体の半分以上を占める一次車が車齢30年に迫っていたこともあり、1000系車両の導入に伴い置き換えられることになった。
置き換え車となる1000系は2012年4月11日から1編成が営業運転を開始した。2013年度に入り、第31編成（2013年4月1日付け除籍）を皮切りに本系列の廃車が開始されており、2017年3月10日をもって最後に残った第30編成が営業運転を終了、12日の中野検車区への廃車回送を兼ねた臨時団体列車をもって完全引退した。
廃車された車両のうち第35・36編成は西鉄筑紫工場での改造を経て熊本電気鉄道へ譲渡され、同社の01形となった。
また、複数箇所で車両の保存が行われている。

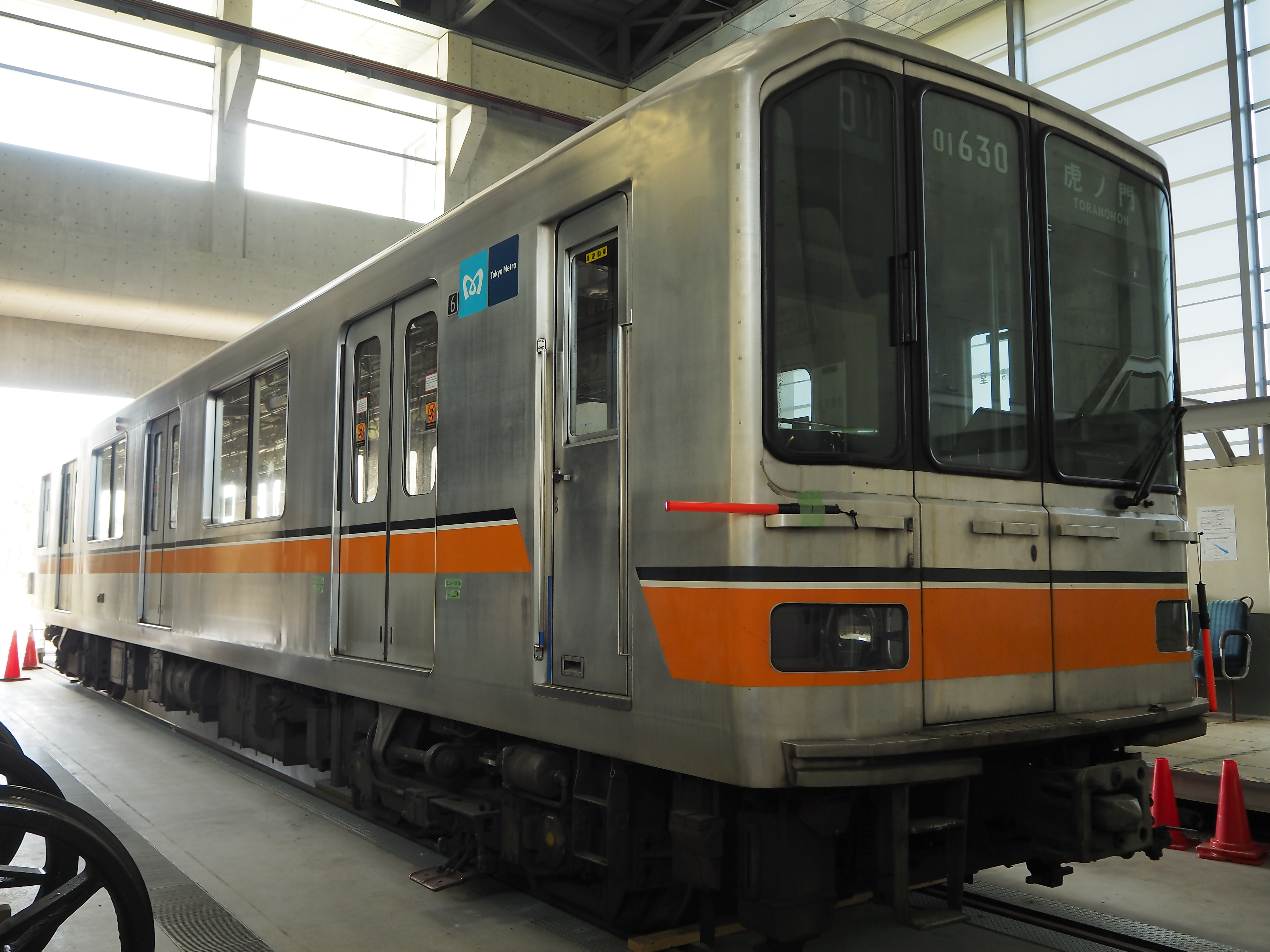
東京大学柏キャンパスの01-630号車。公開時に撮影。

- 中野車両基地にて01-101編成のうち3両が動態保存されている[1]。
- 東西線葛西駅高架下にある地下鉄博物館では、2016年（平成28年）7月12日に開館30周年を迎えたことを記念し、同日より本系列の展示を開始した。展示されたのは第29編成の渋谷方先頭車01-129で、先頭部のみのカットモデルではあるものの本系列の展示はこれが初の事例である。
- 東京大学柏キャンパスにて01-130編成（銀座線での最後の営業運転を行った編成）の6号車（01-630号車）が実験用に使われている[48][49]。